# Pergola
Pergola es una localidad y comune italiana de la provincia de Pesaro y Urbino, región de las Marcas, con 5 755 habitantes.
La ciudad fue incluida entre los pueblos más bonitos de Italia por la asociación del mismo nombre, en el puesto 8.º

## Evolución demográfica
| Gráfica de evolución demográfica de Pergola entre 1861 y 2001 |
|                                                               |
| Fuente ISTAT - elaboración gráfica de Wikipedia               |